# Eotrogaspidia adhabar
Eotrogaspidia adhabar (лат.) — вид ос-немок из подсемейства Mutillinae.

## Распространение
Ориентальная область: Индия, Непал.

## Описание
Мелкие пушистые осы (около 1 см). От близких видов отличается следующими признаками: задние тазики выпуклые с длинными редкими щетинками снизу; наличник пятиугольной формы и в основании бугристый, медиальное вдавление по переднему краю латерально не окаймлено; скапус с одним продольным килем; мезоскутеллюм с медиальным килем. Тело чёрное с ржаво-красной грудью и светлыми пятнами на брюшке (у крылатых самцов тело тёмное с рыжеватым брюшком). Тело в густых волосках.

## Классификация и этимология
Вид был впервые описан в 2021 году и включён в состав рода Eotrogaspidia (Trogaspidiini) по материалам из Индии и Непала. Название происходит от имени места обнаружения в Непале: Adhabar (Bara district).